# Судоходство на Волге

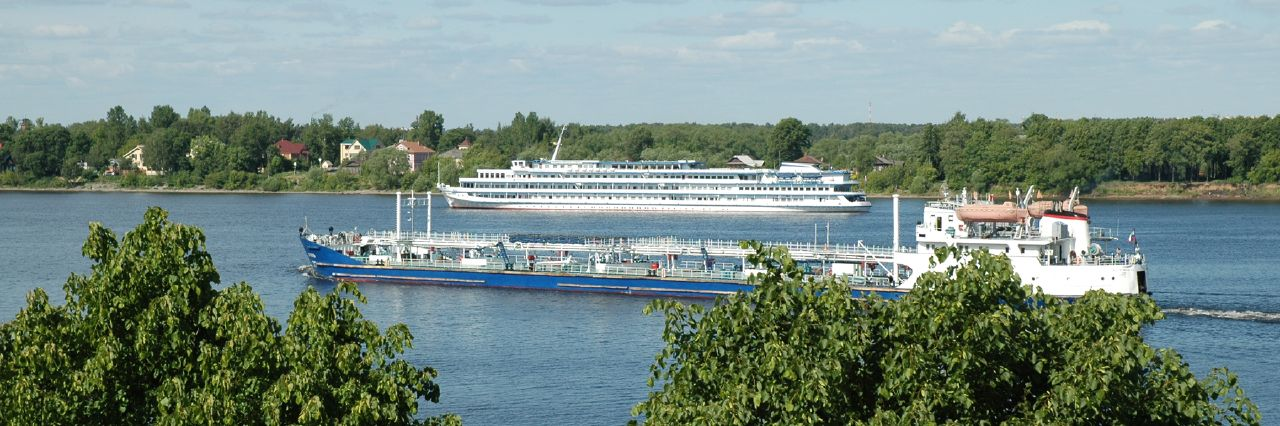

Судоходство на Волге существовало с древнейших времён. Волжский торговый путь возник в VIII веке.

## История
При Иване Грозном, после завоевания Казани и Астрахани, открылось сквозное движение по реке до её устья с выходом к Каспийскому морю как самоходных вёсельных и парусных судов, так и движимых бурлаками.
Первые пароходы на Волге появились в конце 1810-х — начале 1820-х годов, они принадлежали помещику Д. П. Евреинову. Кроме того, в 1817 году заводчик Всеволод Андреевич Всеволожский построил в Пожве два парохода и совершил поездку на них по Каме и Волге в Казань. Конструктором судов являлся известный русский учёный Пётр Соболевский.
Сохранились технические характеристики этих судов: один пароход был длиною 15,7 метра, шириной 4,2 метра, высота борта 2,1 метра при паровой машине мощностью 6 лошадиных сил; другой пароход был длиной 30,6 метра, шириной 6,9 метра с высотой борта 2,6 метра при мощности парового двигателя 36 лошадиных сил. Экипаж обоих судов составлял 21 человека.
Поэт-декабрист Фёдор Глинка так описал впечатления, которые произвели на прибрежных жителей первые паровые суда на Каме и Волге:
«Появление этого стимбота было ужасно любопытно!.. Вообразите себе великолепную каюту, богатую отделку и все, чем украшаются суда… Сверх того каждый вечер стимбот ярко освещен был множеством кенкетов; на нем играла прелестная музыка, по временам палили из пушек… И вся эта европейская роскошь, как некое волшебное явление, плавала по уединенным водам Азии… по реке Каме в Волгу и далеко вверх по оной, нередко против волнения и бури… Прибрежные жители, послышав, что их лесное эхо повторяет звуки им неведомые, толпами бежали дивиться необыкновенному явлению, о котором ничего не слыхали, даже и в баснословных преданных отдаленных предков своих…»

Становление пароходства на Волге замедлилось из-за монополии шотландского предпринимателя Карла Бёрда до 1842 года, и за этот период на Волге было построено всего 16 пароходов. В 1843 году по решению правительства было создано «Общество пароходства по Волге» с центром в Санкт-Петербурге, а регулярная пароходная навигация организована с 1846 года.
Впоследствии на Волге были организованы и другие крупные пароходные общества — «Самолётъ», «По Волге», «Кавказъ и Меркурій», а также множество небольших компаний, которые конкурировали друг с другом.
В 1918 году суда частных пароходств национализированы. В СССР на Волге и в Волжско-Камском бассейне начали действовать несколько крупных пароходств, осуществляющие массовые грузовые и пассажирские (в том числе регулярные дальнего следования, пригородные, туристические) перевозки. С созданием единой глубоководной транспортной системы с каналами Волго-Дон, Волго-Балт, Беломорканал, судоходство из Волжско-Камского бассейна получило выходы в другие речные, озерные и морские водные системы, а волжские города стали «портами пяти морей».
В годы Великой Отечественной войны на Волге действовала Волжская флотилия, которая осуществляла военные перевозки, а на Верхней Волге и у Сталинграда обезвреживала мины и принимала участие в нескольких сражениях.
В середине XX века на Волге появился скоростной пассажирский флот, а при создании водохранилищ были сооружены крупнейшие в Европе и прочие волжские и камские речные порты и шлюзы в каскаде ГЭС, и, благодаря подъему уровня в Волжско-Камском бассейне, возникли судоремонтные и судоотстойные затоны, и судоходство по Волге и особенно по её притокам получило прочие новые возможности. В то же время, на широких многокилометровых водохранилищах (напр., на Рыбинском, Куйбышевском) в ненастную погоду образуются волны высотой до 1,5 метров, препятствующие хождению небольших судов, а также вынудившие соорудить искусственные волноломы в акватории ряда волжских портов (напр, Казанского).
В настоящее время (согласно перечню внутренних водных путей, утверждённых Правительством России в 2002 году) Волга считается судоходной от Ржева (регулярное же судоходство начинается от Твери); к внутренним водным путям России относят участок от Ржева до пристани Колхозник (589 км), от пристани Колхозник до пристани Бертюль в пос. Красные Баррикады (2604 км), а также 40-километровый участок в дельте Волги.
Вверх по Волге поставляют нефть, нефтепродукты, соль, гравий, уголь, хлеб, цемент, металл, овощи, рыбу и др.; вниз — лес, пиломатериалы, минерально-строительные грузы, промышленные материалы. Вниз по Каме — уголь, лес, пиломатериалы, серный колчедан, металлы, химические грузы, минерально-строительные материалы, нефть, нефтепродукты; вверх — соль, овощи, промышленные и продовольственные товары.

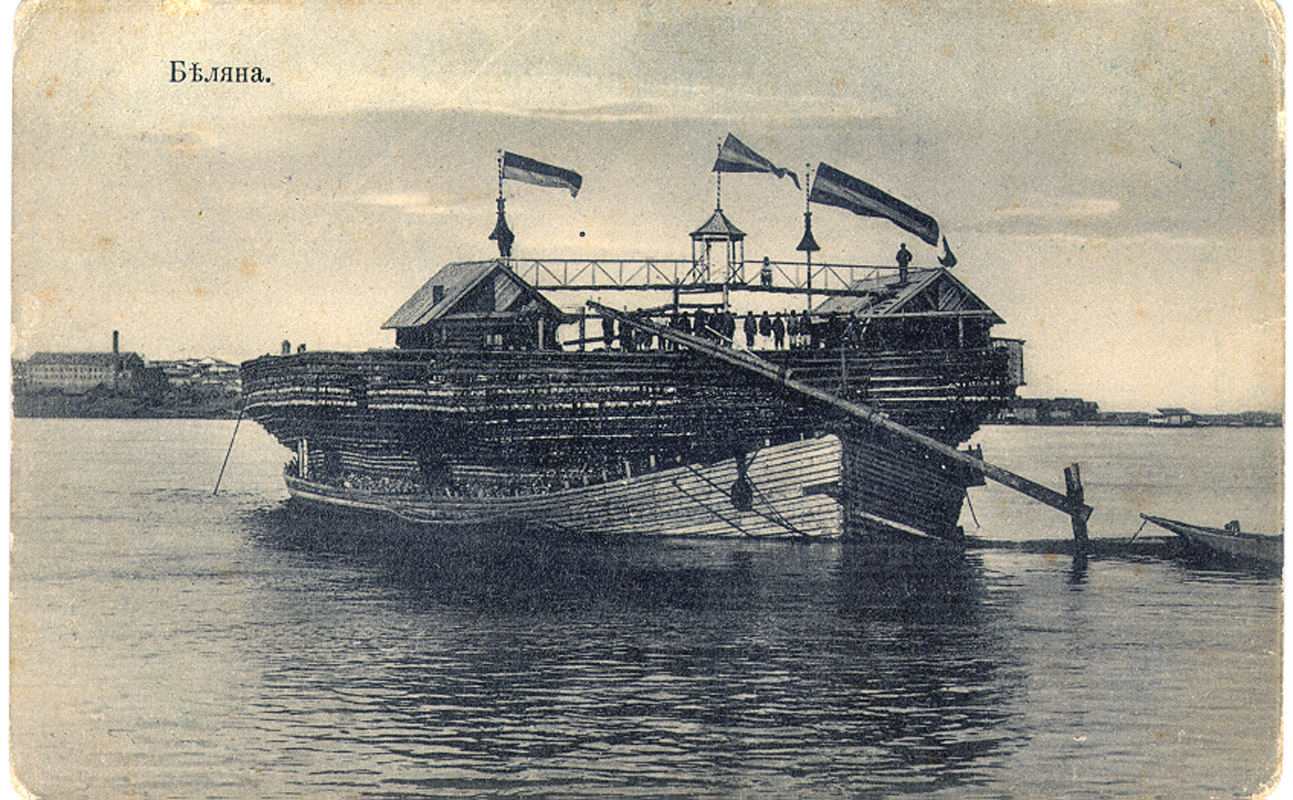
Беляна на Волге, начало 20 века.
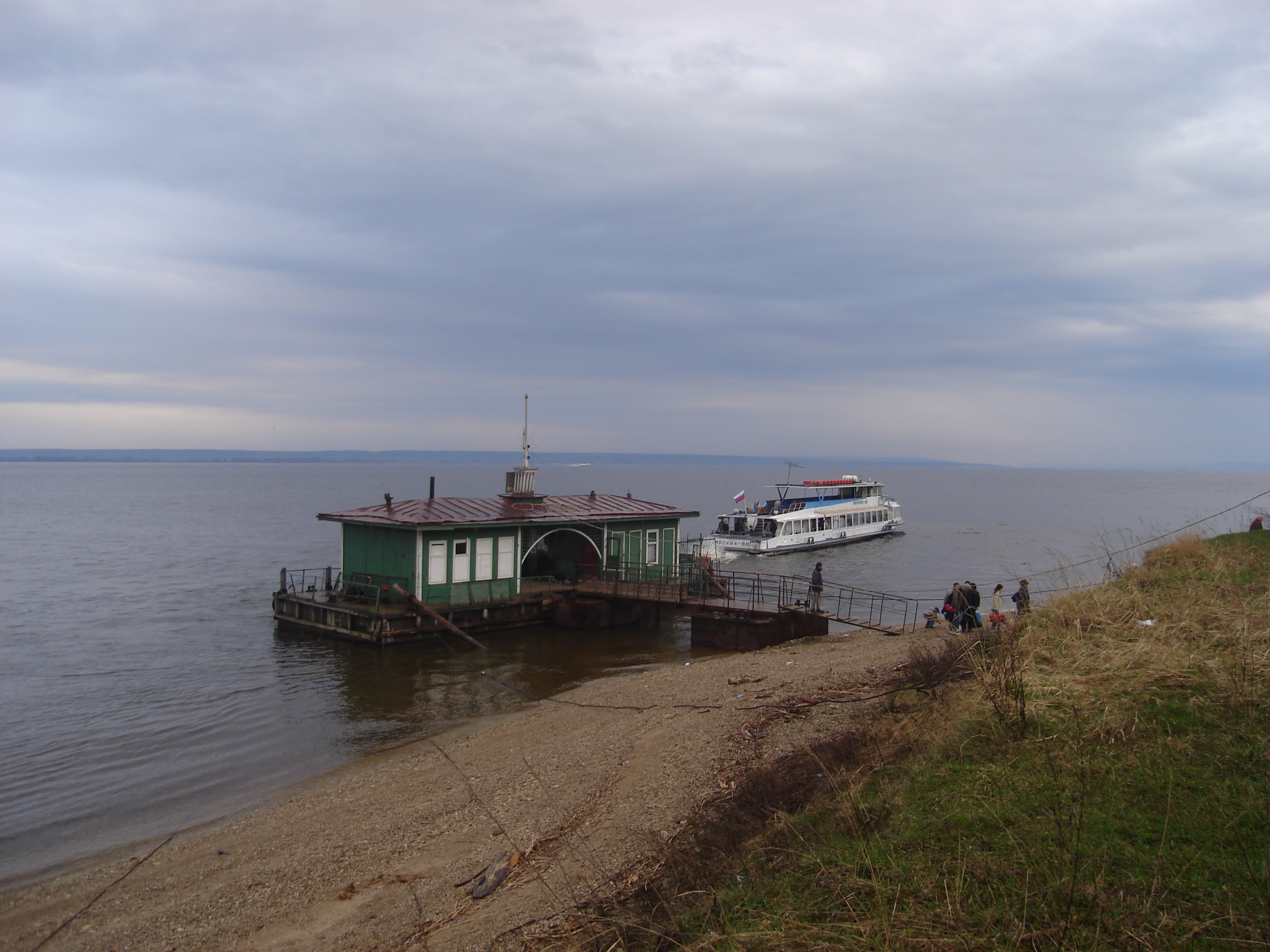
Причал в деревне Студенец (Татарстан).
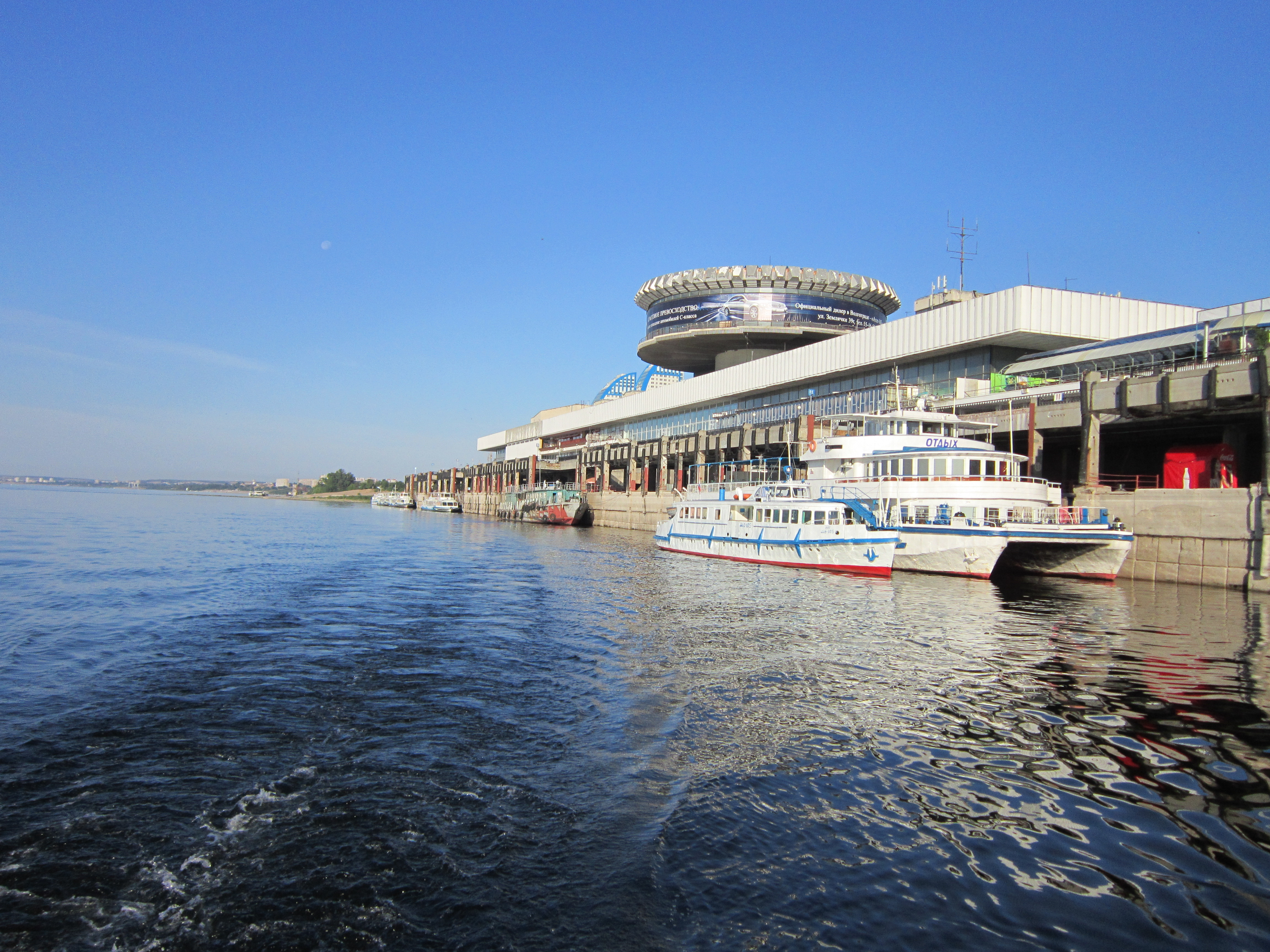
Речной вокзал на Центральной набережной, Волгоград.

## Экономика
Судовой бизнес не приносил больших прибылей, потому что слишком зависел от природных факторов: неурожай снижал количество грузов, жаркое лето затрудняло плавание по обмелевшим рекам. Историк речного флота Иван Шубин писал: «Судовой промысел был таков, что при высоких фрахтах и при хорошей удаче судопромышленник в какие- нибудь 2–3 года мог “зашибить” довольно порядочную “деньгу”, а один несчастный год вытаскивал у него из кармана всё с корнем».

## Переволоки
В местах наибольшего сближения Волги с другими реками до развития железных дорог к концу 19 века существовали переволоки - дороги для гужевого транспорта, приспособлены для транспортировки грузов или небольших судов типа стругов:
- Волгодонская — древний торговый и военный путь по кратчайшему расстоянию (около 70 километров) между Волгой и Доном  на территории современной Волгоградской области. Существовал с I тысячелетия нашей эры до 1952 года, когда транспортную связь между реками стал исполнять канал ВолгоДон.